# Tanajno
Tanajno (biał. Танайно; ros. Танайно) – dawny chutor na Białorusi, w obwodzie witebskim, w rejonie szumilińskim, w sielsowiecie Mikałajewa.
Według danych z inwentarza miasta Ułły i włości mikołajewskiej sporządzonego w 1764 roku we wsi było 11 gospodarstw z 33 końmi i obejmowała ona 1 włókę ciągłą oraz 4 włóki kuniczne. Wykaz z 1903 roku wymienia wieś i folwark, które wchodziły wówczas w skład wołości Andriejewo w ujeździe połockim, w guberni witebskiej. Wieś podlegała tieklenwilskiej gromadzie wiejskiej, liczyła 73 mieszkańców (37 kobiet i 36 mężczyzn) w 9 gospodarstwach i obejmowała 55 dziesięcin ziemi ornej oraz 10 dziesięcin gruntów nienadających się pod uprawę. Folwark był własnością I. Oszenika, chłopa wyznania luterańskiego, liczył 9 mieszkańców (3 kobiety i 6 mężczyzn) w 1 gospodarstwie i obejmował 60 dziesięcin ziemi ornej, 10 dziesięcin gruntów nienadających się pod uprawę oraz 30 dziesięcin lasu. Po utworzeniu Związku Radzieckiego Tanajno otrzymało status chutoru. Miejscowość zlikwidowano w 1939 roku.